# La Troisième Rive
Pour plus de détails, voir Fiche technique et Distribution.
La Troisième Rive (La tercera orilla) est un film argentin réalisé par Celina Murga, sorti en 2014.

## Synopsis
Nico, 17 ans, fils aîné de la famille, découvre que son père mène une double vie.

## Fiche technique
- Titre : La Troisième Rive
- Titre original : La tercera orilla
- Réalisation : Celina Murga
- Scénario : Gabriel Medina et Celina Murga
- Photographie : Diego Poleri
- Montage : Eliane Katz
- Production : Celina Murga et Juan Villegas
- Société de production : Rommel Film, The Film Kitchen, Tresmilmundos Cine et Waterland Film
- Pays :  Argentine
- Genre : Drame
- Durée : 92 minutes
- Dates de sortie : 
  -  Argentine : 13 mars 2014

## Distribution
- Alián Devetac : Nicolás
- Daniel Veronese : Jorge, le père
- Gabriela Ferrero : Nilda, la mère
- Irina Wetzel : Andrea, la sœur
- Tomás Omacini : Esteban, le frère
- Dylan Agostini Vandenbosch : Lautaro, le beau-frère
- Gabriela Perinotto : Beatriz
- Lucas Molina : Fede
- Leonardo Barthelémy : Joaco
- Joaquín Tomassi : Dani
- Fernando Abadi : le médecin

## Distinctions
Le film est présenté en sélection officielle en compétition à la Berlinale 2014.